# 桃井進
桃井 進（ももい すすむ、1959年8月18日 - ）は、長野県佐久市出身の元プロ野球選手、元プロ野球審判員。元長野県議会議員。

## 来歴・人物
佐久市立佐久東中学校から1975年に丸子実業高に入学。4番・捕手として1976年の秋季北信越大会で当時小松辰雄（のち中日）がエースの星稜高等学校と決勝で対するも敗退。1977年の選抜出場の原動力となった。夏の選手権出場の期待もかけられたが長野県大会決勝で松商学園に敗れた。
高校卒業後、社会人野球の電電信越では都市対抗野球に出場、1980年のドラフト4位指名を受けロッテに入団するが、出場機会に恵まれないまま1988年引退。ブルペン捕手としてチームに残った。
1989年オフ、パ・リーグ審判部長となる村田康一の誘いを受け、パ・リーグの審判テストに応募し合格。東京審判部に入局し審判に転向する。一軍試合にも早い時期から出場したが、1999年シーズン途中より一軍出場機会がなくなり、2001年1月4日に退局するまで審判を務めた。
主な出場した有名な試合では、西武・松坂大輔とオリックス・イチローとの初対決の試合で球審をしていた。審判員袖番号は採用から引退まで35。
プロ野球OBクラブの少年野球指導、浅間野球協会・小諸リトルシニア監督として活躍。
2011年3月、同年4月に実施された長野県議選佐久市・北佐久郡区（定数4）に自民党公認で立候補する意向を表明。当選を果たす。2015年4月の県議選にも佐久市・北佐久郡区から出馬したが、500票差で次点に終わり、落選した。
2015年11月、長野俊英高等学校硬式野球部の監督に就任。
2019年4月9日、日本学生野球協会より部員への暴力があったなどとして、謹慎1年1カ月とする処分を受ける。

## 詳細情報

### 年度別打撃成績
| 年 度     | 球 団     | 試 合 | 打 席 | 打 数 | 得 点 | 安 打 | 二 塁 打 | 三 塁 打 | 本 塁 打 | 塁 打 | 打 点 | 盗 塁 | 盗 塁 死 | 犠 打 | 犠 飛 | 四 球 | 敬 遠 | 死 球 | 三 振 | 併 殺 打 | 打 率 | 出 塁 率 | 長 打 率 | O P S |
| --------- | --------- | ----- | ----- | ----- | ----- | ----- | -------- | -------- | -------- | ----- | ----- | ----- | -------- | ----- | ----- | ----- | ----- | ----- | ----- | -------- | ----- | -------- | -------- | ----- |
| 1986      | ロッテ    | 17    | 13    | 11    | 0     | 2     | 1        | 0        | 0        | 3     | 1     | 0     | 0        | 0     | 1     | 1     | 0     | 0     | 4     | 0        | .182  | .231     | .273     | .503  |
| 通算：1年 | 通算：1年 | 17    | 13    | 11    | 0     | 2     | 1        | 0        | 0        | 3     | 1     | 0     | 0        | 0     | 1     | 1     | 0     | 0     | 4     | 0        | .182  | .231     | .273     | .503  |

### 年度別守備成績
| 年度 | 試合 | 企図数 | 許盗塁 | 盗塁刺 | 阻止率 |
| ---- | ---- | ------ | ------ | ------ | ------ |
| 1986 | 16   |        | 4      | 4      | .500   |

### 記録
- 初出場：1986年4月18日、対西武ライオンズ1回戦（西武ライオンズ球場）、6回裏に袴田英利に代わり捕手として出場
- 初安打：1986年9月30日、対阪急ブレーブス22回戦（川崎球場）、9回裏にアニマル・レスリーから単打
- 初打点：1986年10月14日、対南海ホークス23回戦（川崎球場）、8回裏に田口竜二から内野ゴロの間に記録
- 初先発出場：1986年10月19日、対日本ハムファイターズ26回戦（川崎球場）、8番・捕手として先発出場

### 背番号
- 53 （1981年 - 1987年）
- 41 （1988年）
- 94 （1989年）